# Paysage (Paysage au coq)
Pour les articles homonymes, voir Paysage (homonymie).
Paysage (Paysage au coq) est un tableau peint par Joan Miró en 1927 à Mont-roig del Camp. Cette huile sur toile est un paysage comprenant une échelle et un coq. Elle est conservée à la fondation Beyeler, à Riehen, en Suisse.

## Expositions
- Miró : La couleur de mes rêves, Grand Palais, Paris, 2018-2019 — n°30.